# Saurauia gracilipes
Saurauia gracilipes är en tvåhjärtbladig växtart som beskrevs av Elmer Drew Merrill. Saurauia gracilipes ingår i släktet Saurauia och familjen Actinidiaceae. Inga underarter finns listade i Catalogue of Life.